# El Pueyo de Araguás

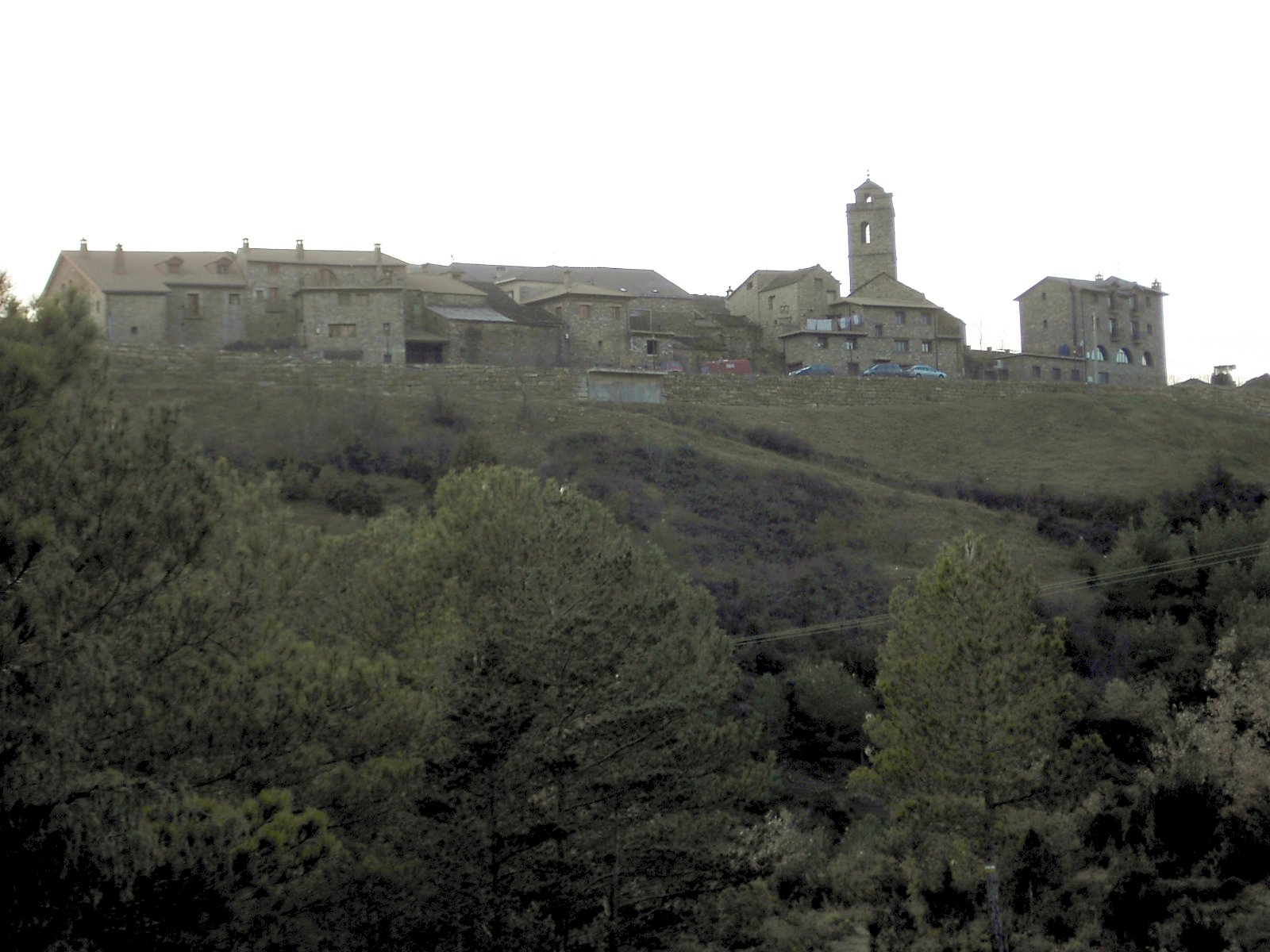
El Pueyo de Araguás.

El Pueyo de Araguás (arag. O Pueyo d'Araguás) – gmina w Hiszpanii, w Aragonii, w prowincji Huesca, w comarce Sobrarbe.
Powierzchnia gminy wynosi 61,78 km². Zgodnie z danymi INE, w 2005 roku liczba ludności wynosiła 152, a gęstość zaludnienia 2,44 osoby/km². Wysokość bezwzględna gminy równa jest 1160 metrów. Współrzędne geograficzne gminy to 42°28'19"N, 0°9'39"E. Kod pocztowy do gminy to 22362.

## Demografia
| 1991 | 1996 | 2001 | 2004 | 2005 |
| ---- | ---- | ---- | ---- | ---- |
| 173  | 184  | 145  | 151  | 152  |